# Euxoa albidecora
Euxoa albidecora är en fjärilsart som beskrevs av Sohn-rethel 1929. Euxoa albidecora ingår i släktet Euxoa och familjen nattflyn. Inga underarter finns listade i Catalogue of Life.